# 壬戌丸

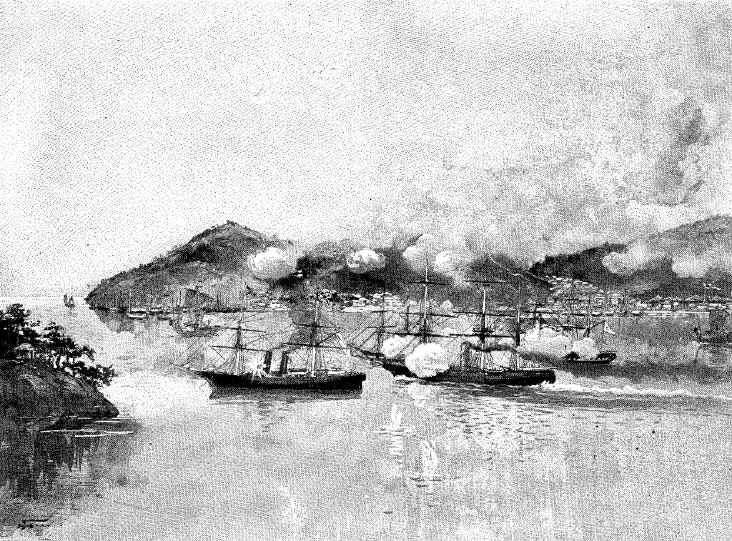
アメリカ艦「ワイオミング」（中央右の1本煙突の蒸気船）と交戦中の長州艦隊。左手前の2本煙突の蒸気船が「壬戌丸」と思われる。

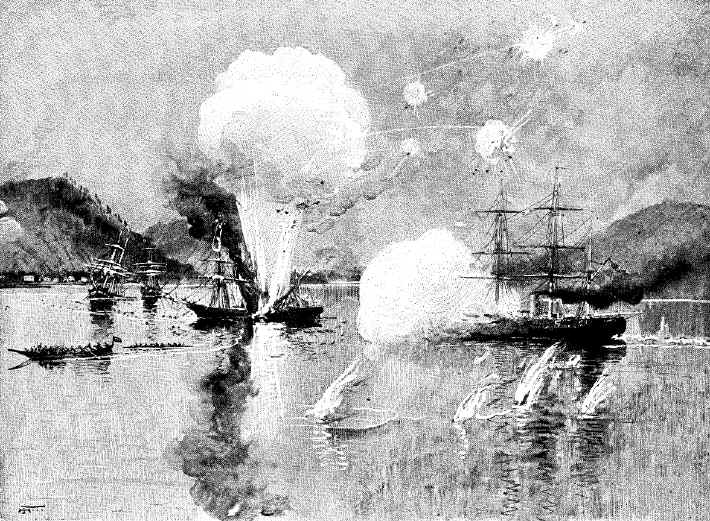
「ワイオミング」（右）の攻撃で沈没寸前の「壬戌丸」（中央）

壬戌丸（じんじゅつまる）は、江戸時代末期（幕末）の長州藩の軍艦。蒸気スクリュー船。原名は「ランスフィールド」である。

## 要目
- トン数：448トン（純トン数448トン、総トン数605トンとも）[1]
- 長さ：235.4フィート（71.7m）[1]
- 幅：30.8フィート（9.4m）[1]
- 馬力：300[2]
- 備砲：2門[2][1]

## 歴史
「ランスフィールド」は1855年にイギリスのグラスゴーで建造され、インド・中国間で貿易に従事した。
「ランスフィールド」はジャーディン・マセソン商会の船であった。長崎のイギリス人商人トーマス・ブレーク・グラバーはジャーディン・マセソン商会に蒸気船について問い合わせ、1862年1月に「ファイアリー・クロス」と「ランスフィールド」の売却が可能との回答を得た。グラバーは薩摩藩と接触し、「ランスフィールド」は長崎へ廻航されたが、その前に薩摩側が長崎を離れたため売却はできなかった。「ランスフィールド」はいったん上海へ戻され、次は横浜で薩摩藩へ売却することとなったが、生麦事件発生のためこの時も売却できなかった。それを、長州藩が山田亦介らを派遣して文久2年閏8月27日に洋銀15000ドルで購入し、その年の干支に因んで「壬戌丸」と名付けられた。
購入直後は指揮官・乗組員共に雇用されたイギリス人であった。その後山田亦介が船将になるなど毛利家側の人員が配置されたが、イギリス人も一部は残されることとなった。しかし、攘夷のための艦に外国人を乗り組ませることに対して反発が出たため、外国人は解雇となった。その代わりとして、江戸の勝麟太郎の塾で機関学を教授していた高木三郎を招くなどしている。だがこれらの人員では機関を始動させられず、その方法を学ぶために幕府船「順動丸」の火夫小頭を雇うことになった。長崎の海軍伝習参加者である北条源蔵が10月に船将となり、「壬戌丸」は12月から翌年1月にかけて品川から萩へ廻航された。
当時の「壬戌丸」のボイラーは劣化が激しく、航海中には蒸気漏れが何度も発生しており、萩到着後に恵美須ヶ鼻造船所で5月上旬まで修理が行われた。
文久3年5月11日から長州藩は外国艦船攻撃を開始（下関戦争）。しかし、「壬戌丸」は下関になかったため、それらには関与していない。戦況視察から戻る毛利定広を乗せるため「壬戌丸」は5月末に下関へ廻航されたが、6月1日にアメリカ艦「ワイオミング」の報復攻撃を受け、「庚申丸」とともに撃沈された。
「壬戌丸」の運用方兼検使役であった梅田虎次郎らが6月17日に引き揚げを試みたが失敗。7月には長崎への留学経験のあった萩浜崎の御船倉附朝鮮通詞の子中島治平が引き揚げを命じられ、11月に引き揚げに成功した。その後「壬戌丸」は萩へ廻航され、元治元年5月まで修理が行われた。
第二次長州征伐に備えて長州藩が武器調達を行っている中、アメリカ商人ドレイクが「壬戌丸」を35000ドルで買い入れ契約し、上海で売却してゲベール銃を仕入れてくるという出来事が起きた。この事件は、第二次長州征討の口実のひとつともされた。売却先はおそらくアメリカのラッセル商会。
売却後には2度修理が行われたものの、結局廃船になったものと思われる。